# Gradmessung

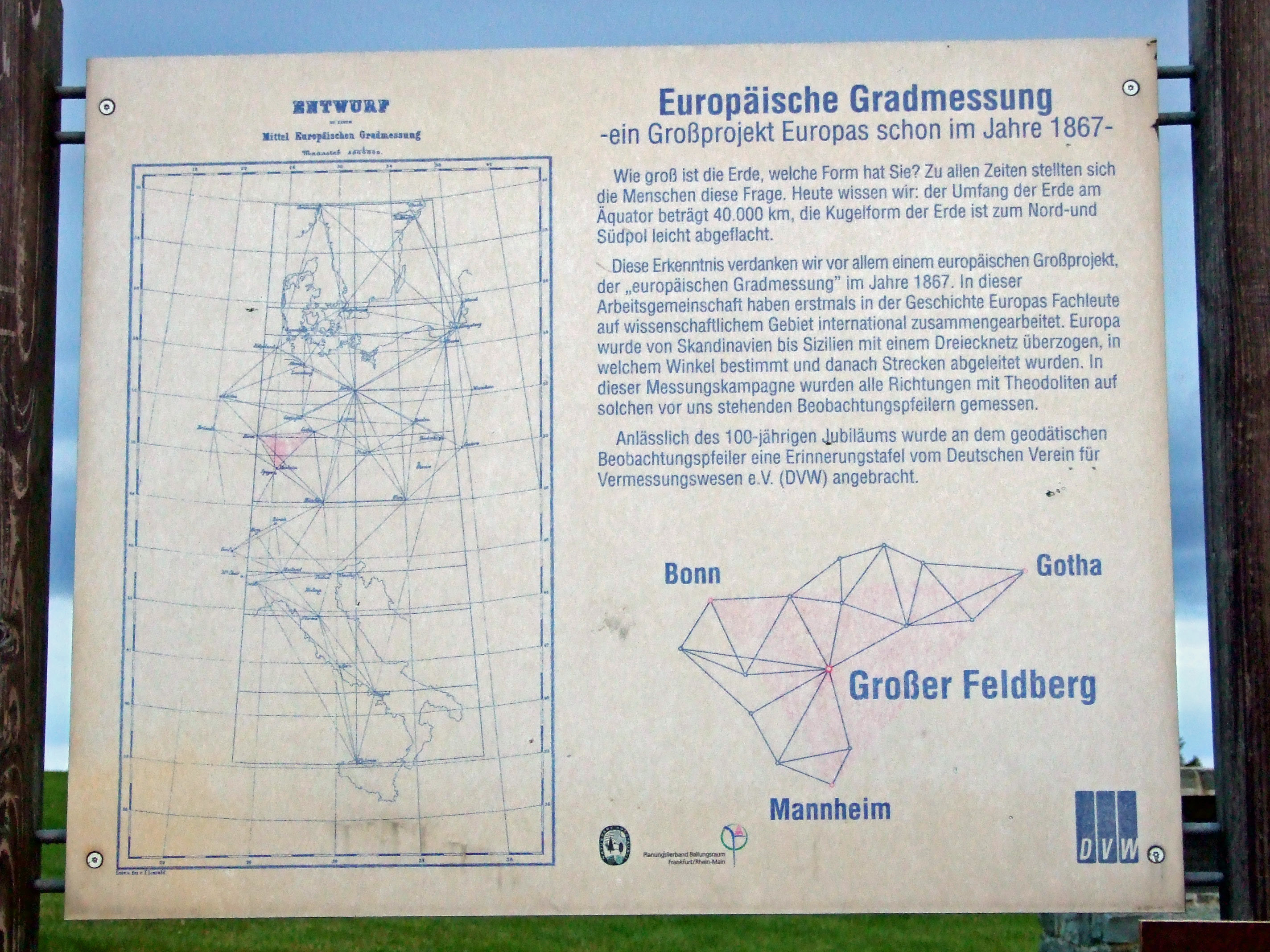
Gedenktafel auf dem Großen Feldberg (Taunus)

Als Gradmessung wird eine astronomisch-geodätische Methode bezeichnet, die vom 16. bis ins 20. Jahrhundert zur Vermessung der Erdfigur (des Erdellipsoids) verwendet wurde. Der Name kommt von der genauen Bestimmung jener Distanz (110,6–111,7 km), die zwischen zwei um 1° verschiedenen Breitengraden liegt.

## Methodik und erste Messungen
Die Methode beruht auf der Messung der Erdkrümmung zwischen weit entfernten Punkten, indem deren Distanz (Bogenlänge B) mit dem Winkel β zwischen ihren astronomisch bestimmten Lotrichtungen verglichen wird. Der Quotient B/β ergibt den mittleren Krümmungsradius der Erde zwischen diesen Punkten. Am besten wählt man diese zwei Standorte der Lotrichtungsmessung in Nord-Süd-Richtung, sodass β der Differenz ihrer geografischen Breite entspricht.

Erdmessung des Eratosthenes

Das Prinzip der Gradmessung geht auf den alexandrinischen Mathematiker und Bibliotheksdirektor Eratosthenes zurück; er schätzte den Erdumfang um 240 v. Chr. aus dem um 7,2° unterschiedlichen Sonnenstand zwischen Alexandria und Syene (heutiges Assuan). Sein Ergebnis von 250.000 Stadien traf – je nach genauer Länge des verwendeten Stadions – den wahren Wert auf etwa 10 Prozent.
Die Methode wurde im frühen Mittelalter von den Arabern unter Al-Ma'mun auf 1–2 % Genauigkeit verfeinert. In Frankreich erhielt Jean François Fernel (1497–1558) 1525 aus einem Meridianbogen nördlich von Paris einen mittleren Erdradius (ca. 6370 km) bereits auf einige Kilometer genau, wobei er die Entfernung aus den Radumdrehungen seiner Kutsche ermittelte. Der Holländer Willebrord van Roijen Snell (Snellius) ermittelte 1615 die Distanzen erstmals mit der Triangulation großer Dreiecke. Jean Picard bestimmte 1670 als Erster den Meridianbogen Paris – Amiens durch Triangulation mit Quadranten, die Messfernrohre mit Fadenkreuzokularen zum Anvisieren des Gestirns hatten. Damit wurde eine bis dahin nicht mögliche Präzision erreicht.
Die anschließenden Verlängerungen dieses Meridianbogens bis nach Dünkirchen und Perpignan Anfang des 18. Jahrhunderts ließen auf eine örtlich variierende Erdkrümmung schließen, also Abweichungen von der Kugelform. Die Streitfrage der damaligen Zeit, ob die Erdkrümmung zum Pol ab- oder zunimmt und die Erde polwärts abgeplattet oder eiförmig ist, wurde erst durch die französischen Erdmessungen in Lappland und Peru geklärt.
Im 20. Jahrhundert ging man von Profil- auf Flächennetze über und bestimmte die regionale Erdkrümmung durch verschiedene Geoidstudien und -länderübergreifende Projekte. Seit der Praxistauglichkeit von GNSS beziehen sich viele Vermessungen aber nicht mehr auf die wahre Erdgestalt (Geoid), sondern auf ein mittleres Erdellipsoid – was freilich Probleme bei der Höhenmessung zur Folge hat.

## Französische Erdmessung Lappland–Peru
Wegen widersprüchlicher Resultate rüstete die Pariser Académie des sciences zwei große Expeditionen aus: eine unter der Leitung von Charles Marie de La Condamine nach Ecuador (damals Teil von Peru) und eine unter der Leitung von Pierre Louis Maupertuis nach Lappland.
Die Ergebnisse dieser Messungen (1735–1740) ergaben 1) eine Erdabplattung von f = 0,0046 (heutiger Wert: 0,00335), womit die Verkürzung des Erdradius zu den Polen (6378 ⇒ 6357 km) bzw. der wachsende Krümmungsradius (6335 ⇒ 6400 km) erstmals nachgewiesen war:
| Land        | Beobachter     | geogr. Breite | G (Bogen/Grad) | Krümmungsradius |
| ----------- | -------------- | ------------- | -------------- | --------------- |
| Ecuador     | Bouguer et al. | −01° 31′      | 56.734 Toisen  | 6335,5 km       |
| Frankreich¹ | Jean Picard    | +49° 13′      | 57.060 Toisen  | 6371,9 km       |
| Lappland    | Maupertuis     | +66° 20′      | 57.438 Toisen  | 6414 km         |

¹) Cassinis Nachmessung 1740 ergab Abplattung f = 0,00329

## Weitere wichtige Meridianbögen im 18.–20. Jahrhundert
| Leitung                  | Jahr      |     |                                               |
| ------------------------ | --------- | --- | --------------------------------------------- |
| Bošković, Lemaine        | 1751–1753 | 2°  | Rimini – Rom, erstmals Ausgleichsrechnung     |
| Joseph Liesganig         | 1761–1765 | 3°  | Brünn – Wien – Varasdin                       |
| Delambre, Méchain        | 1792–1798 | 9°  | Dünkirchen – Paris – Barcelona                |
| Gauß für Hannover        | 1821–1823 | 2°  | Göttingen – Altona                            |
| engl. Triangulation      | 1784–1858 | 9°  | Shetland – Isle of Wight                      |
| Indien, Lambton, Everest | 1802–1841 | 23° | Himalaya – Kap Komorin                        |
| Struve, Tenner           | 1821–1852 | 25° | Struve-Bogen: Hammerfest – Donaumündung       |
| Europäische Gradmessung  | 1867      |     | internationale Koordination (s.unten)         |
| östliche USA             | ~1900     | 20° | Meridiane + Schrägketten                      |
| Peru-Meridian            | 1899–1906 | 6°  | Kolumbien – Ecuador – Peru                    |
| Pariser Meridian         | 1906      | 27° | Shetland – Algier                             |
| Berliner Mer., F.Hopfner | 1922      | 7°  | Großenhain-Kremsmünster-Pola (Alpen-Querung!) |
| westliches Nordamerika   | 1922      | 50° | Eismeer – Mexiko, später südlich verlängert   |
| Südafrika, R.Schumann    | ~1925     | 25° | Tanganjika – Kapland, Äquatorachse ±100 m!    |
| Afrika 30°, D.Gill       | ~1940     | 65° | Kairo – Tanganjika – Kapstadt                 |
| Japan                    | ~1940     | 20° | Kurilen – Südjapan                            |

## Längengradmessungen und spätere Vernetzung
Die Gradmessung entlang von Meridianen ist einfacher durchführbar, weil die astronomischen Arbeiten nur Breitenmessungen erfordern. Für genaue kontinentale Projekte sind allerdings auch Ost-West-Profile und Messungen der geografischen Längen notwendig – die global wegen der Notwendigkeit genauer Zeitbestimmungen erst durch funktechnische Zeitsignale und Präzisions-Chronometer möglich wurden:
| Kontinent               | Jahr  | Meridian |                                     |
| ----------------------- | ----- | -------- | ----------------------------------- |
| Europa 52° Breite       | 1895  | 69°      | Irland – Deutschland – Polen – Ural |
| Nordamerika 39° Breite  | 1898  | 49°      | Atlantik – Pazifik                  |
| USA / Mexiko            |       | 19°      |                                     |
| Europa 48° Br., A.Galle | 1923  | 19°      | Brest – Paris – Wien – Astrachan    |
| Indien 24°, R.Schumann  | ~1925 | ~25°     | Panschab – Bengalen                 |
| Australien Süd          | ~1930 | 40°      | incl. Triangulationsnetze           |
| Transsibirien 51–52°    | ~1950 | ~80°     | mit Europa (52°) 15.000 km Profil   |
| Europanetz 40–60°       | 1951  | ~90°     | Geoid-Bestimmung auf ±1 m, H. Wolf  |

### Internationale Grad- und Erdmessung

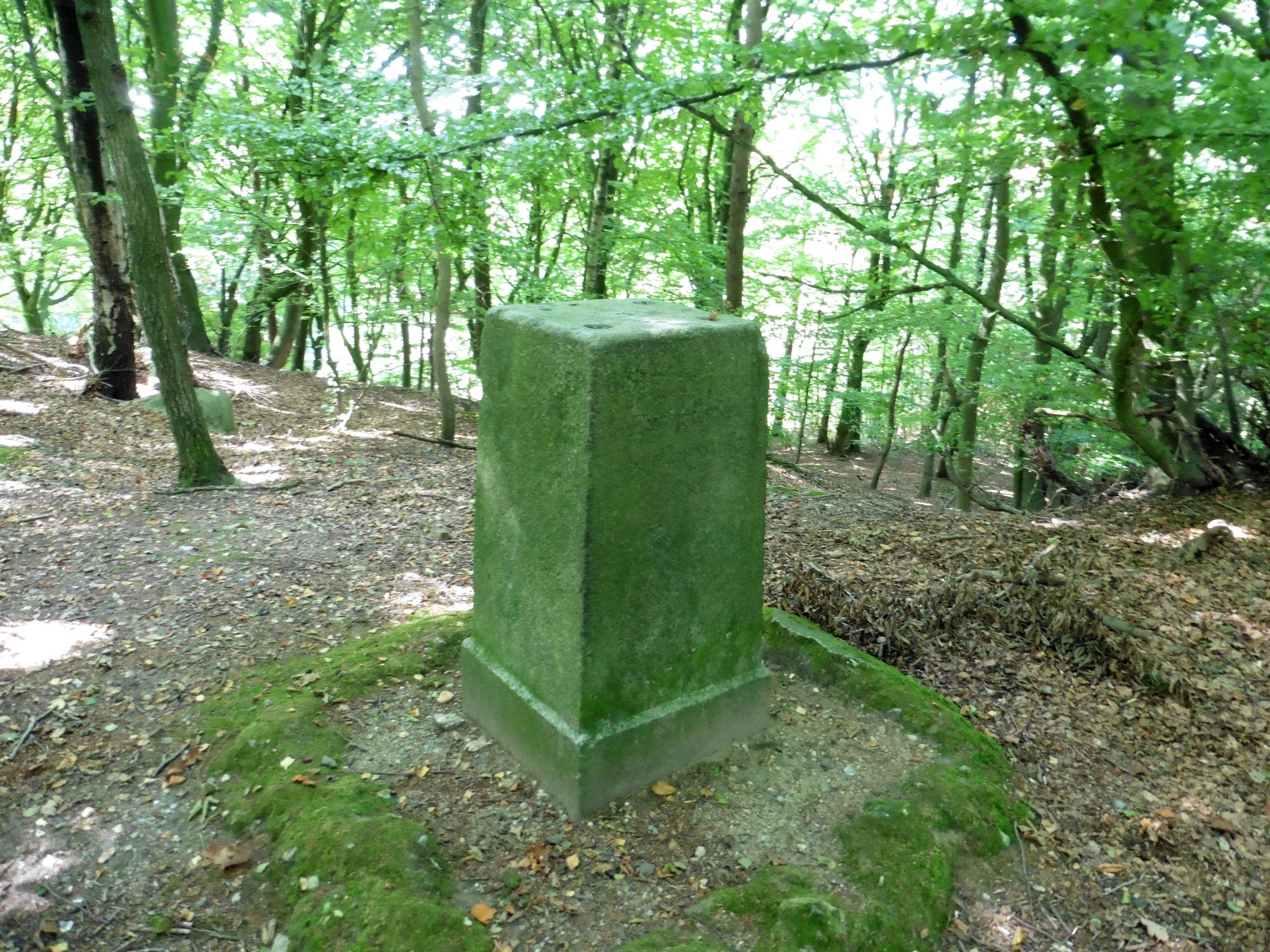
Gedenkstein auf dem Kiekeberg bei Hamburg (TP Vahrendorf 4/2525 oder Station Vahrendorf), von Heinrich Christian Schumacher eingerichtet.

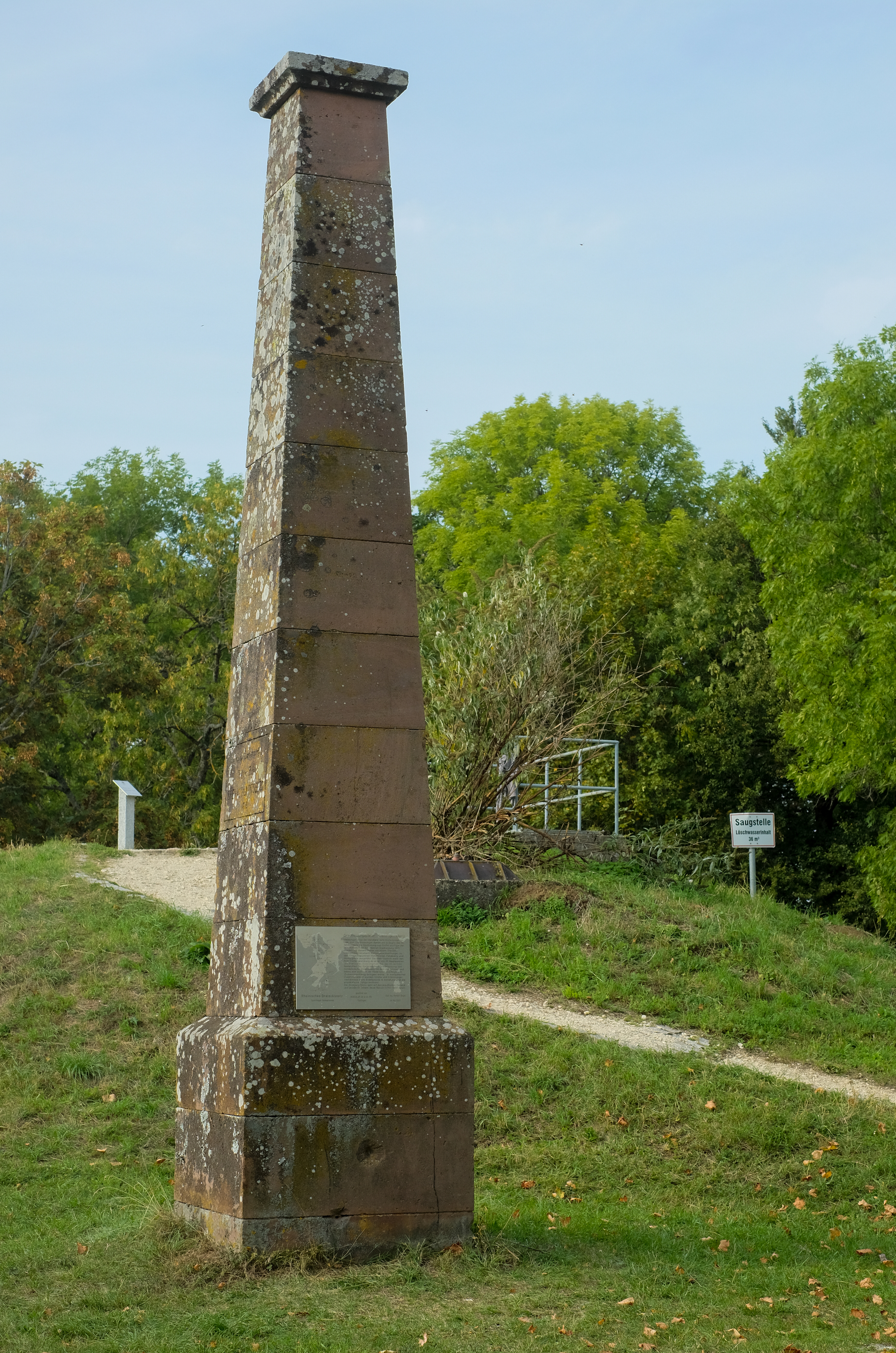
Gradmessungspfeiler auf dem Dreifaltigkeitsberg

Zur internationalen Koordinierung der genannten Großprojekte wurde 1862 auf deutsch-österreichische Initiative die Mitteleuropäische Gradmessungs-Kommission gegründet. Ihr langjähriger Leiter war der preußische General Johann Jacob Baeyer. Sie wurde 1867 zur Europäischen Gradmessung erweitert und stellt den Vorläufer der internationalen geodätischen Union IAG dar (1919), sowie der heutigen geowissenschaftlichen Union IUGG.
Seit etwa 1910 bzw. 1940 werden die Profile in Richtung Nord-Süd bzw. Ost-West nicht mehr getrennt beobachtet bzw. ausgewertet, sondern zunehmend zu großen Vermessungsnetzen verbunden. Der Rechenaufwand solcher großräumiger Area Networks und ihre Ausgleichsrechnung steigt zwar enorm (mit 2. bis 3. Potenz der Punktanzahl), lohnt sich aber durch höhere Genauigkeiten und Homogenität. Die ersten dieser Großprojekte betrafen die USA und Westeuropa; auf das „Dritte Reich“ geht die erstmalige Vernetzung von Ost- und Westeuropas Landesvermessungen zurück.
Seit den 1970ern und der Entwicklung der EDV werden diese Flächennetze auch mit 3D-Messungen der Satellitengeodäsie kombiniert. Dadurch geht der klassische Begriff der „Gradmessung“ in jenem der „Erdmessung“ auf.

### Referenz- und Erdellipsoide
In der Landesvermessung haben die einzelnen Staaten bis etwa 1850 ihr jeweils eigenes „geodätisches Datum“ (Bezugssystem) definiert. Mit der internationalen Verlängerung und Vernetzung der erwähnten Gradmessungs-Profile entwickelte sich die Möglichkeit und der Wunsch, den einzelnen Gebieten großräumiger gültige Daten zugrunde zu legen. So entstand eine Reihe sogenannter Referenzellipsoide, die sich mit zunehmender Ausdehnung dem „mittleren Erdellipsoid“ annäherten.
Von den weltweit etwa 200 staatlichen Vermessungsnetzen basieren heute über 90 % auf den Daten von einem Dutzend weiträumiger Ellipsoide, was ihre Güte erhöht und die internationale Kooperation erleichtert. Die älteren dieser Ellipsoide beruhen auf den großen Meridianbögen des 2. Abschnitts, die neueren entstanden aus interkontinentalen und Satelliten-Netzen. Die wichtigsten dieser Ellipsoide sind:
| Erdellipsoid                       | große Achse a in Meter | kleine Achse b in Meter    | 1/Abplattung f |
| ---------------------------------- | ---------------------- | -------------------------- | -------------- |
| G.B. Airy 1830                     | 6.377.563,40           | 6.356.256,91               | 299,3249646    |
| Everest (Indien) 1830              | 6.377.276,345          |                            | 300,8017       |
| Bessel 1841                        | 6.377.397,155          | 6.356.078,965              | 299,1528128    |
| Clarke 1866                        | 6.378.206,400          | (z. T. Asien)              | 294,9786982    |
| Clarke 1880/IGN                    | 6.378.249,150          |                            | 293,465 (466)  |
| Australian Nat.                    | 6.378.160,000          |                            | 298,25         |
| Internat. 1924 Hayford             | 6.378.388,000          | (publ. 1909)               | 297,0          |
| Krassowski 1940                    | 6.378.245,000          |                            | 298,3          |
| Internat. 1967 Luzern              | 6.378.165,000          | (erstmals +Satelliten)     | 298,25         |
| SAD69 (South America)              | 6.378.160,000          | (z. T. Astrogeoid/Mercury) | 298,25         |
| WGS72 (World Geodetic System 1972) | 6.378.135,000          |                            | 298,26         |
| GRS 80 Geo-Referenzsystem          | 6.378.137,000          | (ca. = WGS 84)             | 298,257222¹    |
| WGS84 (World Geodetic System 1984) | 6.378.137,000          | 6.356.752,315              | 298,257223563  |

Für viele Staaten Mitteleuropas ist das Bessel-Ellipsoid wichtig, ferner die Ellipsoide von John Fillmore Hayford und Krassowski und für GPS-Vermessungen das WGS 84.
Die Pionierarbeit von Jean-Baptiste Joseph Delambre beruht nur auf lokalen Messungen. Hingegen entsteht der große Unterschied zwischen den Ellipsoiden von Everest (Asien) und Hayford (Amerika) durch die geologisch bedingte Geoid-Krümmung der beiden Kontinente.